# ألبرت كيلي
ألبرت كيلي (بالإنجليزية: Albert Kelly)‏ هو لاعب دوري الرغبي أسترالي، ولد في 21 مارس 1991 في Macksville, New South Wales ‏ في أستراليا.